# Флаг Потанинского сельского поселения (Ленинградская область)
Флаг муниципального образования «Пота́нинское сельское поселение» Волховского муниципального района Ленинградской области Российской Федерации — опознавательно-правовой знак, служащий официальным символом муниципального образования.
Флаг утверждён 26 мая 2008 года и внесён в Государственный геральдический регистр Российской Федерации с присвоением регистрационного номера 4038.

## Описание флага
«Флаг муниципального образования „Потанинское сельское поселение“ Волховского муниципального района Ленинградской области представляет собой прямоугольное полотнище с отношением ширины флага к длине-2:3, воспроизводящее композицию герба муниципального образования „Потанинское сельское поселение“ Волховского муниципального района Ленинградской области в зелёном, голубом и жёлтом цветах».
Геральдическое описание герба гласит: «В дважды волнообразно рассечённом зелёном и лазоревом (синем, голубом) поле золотой летящий в правую перевязь с распростёртыми крыльями кроншнеп».

## Обоснование символики
Флаг составлен на основании герба муниципального образования, в соответствии с традициями и правилами геральдики и отражает исторические, культурные, социально-экономические, национальные и иные местные традиции.
На территории муниципального образования «Потанинское сельское поселение» частично расположены земли Поддубно-Кусегского регионального комплексного заказника «Соколий мох», организованном в Волховском и Тихвинском районах между реками Сясь и Паша. Это крупная система верховых болот, вытянутая в меридиональном направлении на 60 км. Охраняется гидрологическая система болот, редкие виды растений и животных — сфагнум Линдберга, чернозобая гагара, полевой лунь, беркут, серый журавль, белая куропатка, большой и средний кроншнепы.
Жёлтый кроншнеп на флаге — символ природных угодий.
Зелёный цвет — символ радости, жизни, возрождения природы каждую весну, плодородия, а также юности. Символизирует бескрайние лесные просторы.
Голубой цвет (лазурь) — символ красоты, любви, мира, возвышенных устремлений. Цвет вод Ладожского озера и реки Воронежки, а также символ исторического промысла — рыболовство на Ладоге.
Жёлтый цвет (золото) — символ божественного сияния, благодати, прочности, величия, солнечного света, урожая (золотых полей). Символизирует также могущество, силу, постоянство, знатность, справедливость, верность.